# Michał Urbaniak
Michał Urbaniak (Warschau, 22 januari 1943) is een Pools/Amerikaanse jazzmuzikant (viool, saxofoon, lyricon).

## Biografie
Urbaniak begon zijn muziekopleiding tijdens de middelbare school in Łódź in Polen en ging vanaf 1961 verder in Warschau in de vioolklas van Tadeusz Wroński. Hij leerde alleen saxofoon spelen en speelde eerst in een dixieland-band en later met Zbigniew Namysłowski en de Jazz Rockers, met wie hij optrad tijdens het Jazz Jamboree-festival in 1961. Hierna werd hij uitgenodigd om te spelen met Andrzej Trzaskowski en toerde in 1962 door de Verenigde Staten met de Andrzej Trzaskowski-band de Wreckers, die speelde op festivals en clubs in Newport (Rhode Island), San Francisco, Chicago, Washington D.C. en New York. Na zijn terugkeer in Polen werkte hij samen met het kwintet van Krzysztof Komeda (1962–1964). Samen vertrokken ze naar Scandinavië, waar Urbaniak na het afronden van een aantal contracten bleef tot 1969. Daar creëerde hij een band met Urszula Dudziak en Wojciech Karolak, die aanzienlijk succes boekte en later het startpunt zou worden voor de Michał Urbaniak Fusion.
Nadat Urbaniak terugkeerde naar Polen en de viool (die hij in de tijd in Scandinavië had opgegeven) verruilde voor de saxofoon, creëerde hij de Michał Urbaniak Group, waarvoor hij onder meer Urszula Dudziak (zang), Adam Makowicz (piano), Pawel Jarzebski (bas) en Czeslaw Bartkowski (drums) haalde. Ze namen hun eerste internationale albums Parathyphus B, Instinct op en speelden op vele festivals, waaronder de Jazz Jamboree in 1969–1972. Tijdens het festival van Montreux in 1971 ontving Urbaniak de Grand Prix voor de beste solist en ontving hij een beurs voor het Berklee College of Music in Boston. Na vele triomfantelijke concerten in Europa en de Verenigde Staten, speelde hij in mei 1973 voor het laatst voor een Pools publiek en emigreerde op 11 september 1973 met Urszula Dudziak naar de Verenigde Staten, waar hij nu als Amerikaans staatsburger woont. Ondanks dat hij een onderscheiding van Berklee had gekregen, studeerde hij daar niet. Aanbevolen door John H. Hammond, tekende Urbaniak een contract bij Columbia Records, die het West-Duitse album Super Constellation publiceerde onder de naam Fusion. Voor de tournee nodigde hij Poolse muzikanten uit, waaronder Czesław Bartkowski, Paweł Jarzębski en Wojciech Karolak. In 1974 richtte Urbaniak de band Fusion op en introduceerde hij melodische en ritmische elementen van Poolse volksmuziek in zijn funky in New York gevestigde muziek. Met deze band nam Urbaniak het album Atma op voor Columbia in New York.
Urbaniak vervolgde zijn muzikale reis met innovatieve projecten, zoals Urbanator (de eerste band die rap en hiphop in jazz versmolten), Urbanizer (een project met zijn band en vierkoppige r&b-zanggroep, 1978) en UrbSymphony. Op 27 januari 1995 trad UrbSymphony op en nam een concert op met een rapper en een symfonieorkest van 60 personen. Sinds 1970 bespeelt Urbaniak zijn op maat gemaakte vijfsnarige viool die speciaal voor hem is gefabriceerd, een vioolsynthesizer die pratende viool wordt genoemd, sopraan-, alt- en tenorsaxofoons en de lyricon, een elektrische saxofoonachtige hoorn. Zijn fusie met een vleugje folklore werd populair onder Amerikaanse jazzmuzikanten. Hij begon te spelen in bekende clubs zoals de Village Vanguard en de Village Gate, in beroemde concertzalen zoals de Carnegie Hall, het Beacon Theatre en de Avery Fisher Hall. Urbaniak speelde met Billy Cobham, Buster Williams, Chick Corea, Elvin Jones, Freddie Hubbard, George Benson, Herbie Hancock, Joe Henderson, Joe Zawinul, Kenny Barron, Larry Coryell, Lenny White, Marcus Miller, Quincy Jones, Ron Carter, Roy Haynes, Vladyslav Sendecki, Wayne Shorter en Weather Report. In 1985 werd hij uitgenodigd om te spelen tijdens de opname van Tutu met Miles Davis. In 2012 speelde hij in de Poolse film My Father's Bike.

## Discografie

### Als leader
- 1968: Urbaniak's Orchestra
- 1970: Paratyphus B
- 1971: Inactin
- 1972: New Violin Summit met Don Harris, Jean-Luc Ponty
- 1973: Super Constellation (en Constellation in Concert)
- 1973: Polish Jazz
- 1974: Atma
- 1974: Fusion
- 1975: Funk Factory
- 1975: Fusion III (EMI)
- 1976: Body English
- 1976: The Beginning (Catalyst)
- 1976: Tribute to Komeda (BASF)
- 1977: Urbaniak (Inner City)
- 1978: Ecstasy (Marlin)
- 1979: Urban Express (EastWest)
- 1980: Daybreak (Pausa Records)
- 1980: Music for Violin and Jazz Quartet
- 1980: Serenade for the City
- 1981: Folk Songs: Children's Melodies (Antilles)
- 1981: Jam at Sandy's (Jam)
- 1982: My One and Only Love (SteepleChase)
- 1982: The Larry Coryell and Michael Urbaniak Duo (Keynote)
- 1983: Recital met Władysław Sendecki
- 1983: A Quiet Day in Spring (Steeplechase)
- 1984: Take Good Care of My Heart (Steeplechase)
- 1988: Songs for Poland (Ubx)
- 1989: New York Five at the Village Vanguard
- 1990: Milky Way, Some Other Blues, Mardin
- 1990: Cinemode (Rykodisc)
- 1990: Songbird (SteepleChase)
- 1991: Michal Urbaniak (Headfirst)
- 1992: Manhattan Man (Milan)
- 1992: Milky Way (L & R)
- 1992: Burning Circuits, Urban Express, Manhattan Man
- 1993: Urbanator
- 1994: Friday Night at the Village Vanguard (Storyville)
- 1994: Some Other Blues (Steeplechase)
- 1996: Code Blue
- 1996: Urbanator II
- 1997: Live in Holy City (Ubx)
- 1998: Urbaniax
- 1999: Fusion
- 2000: Ask Me Now (SteepleChase)
- 2002: From Poland with Jazz
- 2003: Urbsymphony (Ubx)
- 2004: Decadence (Ubx)
- 2004: Urbanizer (Ubx)
- 2005: Urbanator III
- 2005: Michal Urbaniak's Group
- 2006: I Jazz Love You (Ubx)
- 2006: Sax Love (Ubx)
- 2007: Polish Wind (Minor Music)
- 2009: Miles of Blue

### As sideman
Met Urszula Dudziak
- 1976: Urszula
- 1977: Midnight Rain
- 1979: Future Talk
- 1983: Sorrow Is Not Forever...But Love Is

Met anderen
- 1971: Swiss Suite, Oliver Nelson
- 1974: Journey, Arif Mardin (Atlantic)
- 1977: Tomorrow's Promises, Don Pullen
- 1977: The Lion and the Ram, Larry Coryell
- 1980: Swish, Michael Brecker
- 1981: Stratus, Charly Antolini/Billy Cobham
- 1984: Islands, Scott Cossu
- 1986: Tutu, Miles Davis
- 1987: Music from Siesta, Miles Davis/Marcus Miller
- 1987: The Camera Never Lies, Michael Franks
- 1989: Whispers and Promises, Earl Klugh
- 1994: Rejoicing, Paul Bley
- 1994: Mo' Jamaica Funk, Tom Browne
- 1995: Present Tense, Lenny White
- 2002: Glass Menagerie, Billy Cobham
- 2003: Nevertheless, Bob Malach
- 2004: Music for Planets, People, and Washing Machines, Randy Bernsen